# Diola
 (octobre 2015).
Si vous disposez d'ouvrages ou d'articles de référence ou si vous connaissez des sites web de qualité traitant du thème abordé ici, merci de compléter l'article en donnant les références utiles à sa vérifiabilité et en les liant à la section « Notes et références ».
Ne doit pas être confondu avec Dioula ou Dioulas.
Cet article concerne la langue diola. Pour le peuple Diola, voir Diolas.

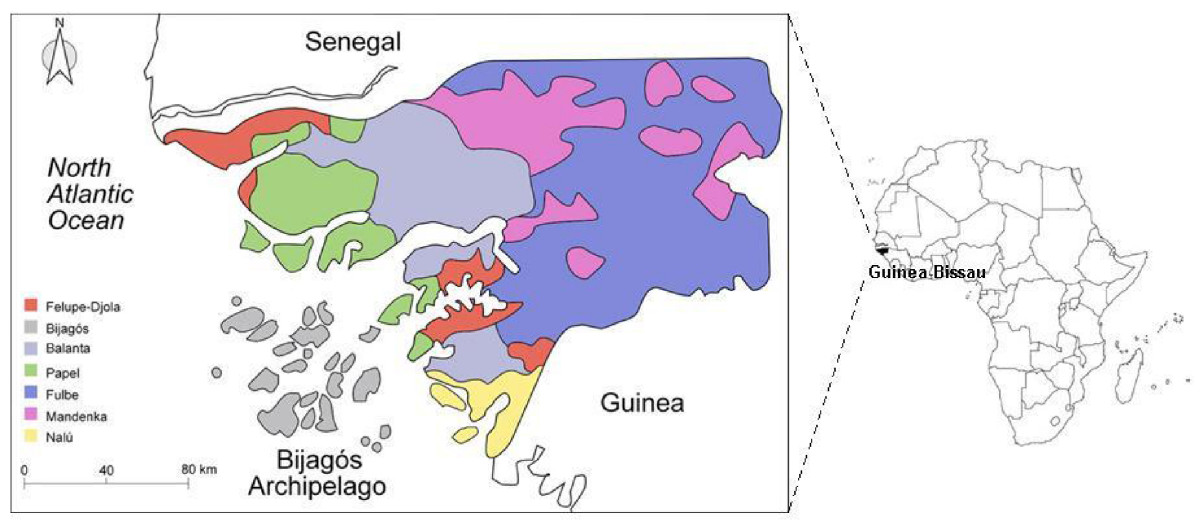
Zones de "parler" de langues nigéro-congolaises

Le diola, aussi appelé jola, joola ou djola, est un continuum linguistique de langues nigéro-congolaises parlées en Gambie (1,2 million de locuteurs), au Sénégal (Casamance : 1,2 million de locuteurs) et en Guinée-Bissau (0,8 million de locuteurs). C'est la langue des Diolas présents dans ces trois pays. C'est une langue du groupe bak, différente de celle des Dioulas qui est mandingue. Le terme « Diola » est un exonyme attribué par les autres peuples (notamment les Mandingues) ainsi que par les colonisateurs anglais, français et portugais. Les endonymes par lesquels ils se désignent eux-mêmes sont Ajamat, Ajamaat, Adjamat ou Adjamaat dérivant du mot ajamaat qui signifie « humain » (par opposition à l'animal). Mais il existe d'autres noms comme Felipes, Flup ou Floups en Guinée-Bissau.
La variante diola-fogny de Casamance est l'une des langues nationales du Sénégal, avec le wolof, le sérère, le mandingue, le peul et le soninké.

## Variétés
On peut distinguer plusieurs variétés de la langue diola en fonction des groupes de villages de la Casamance, de Gambie et de la Guinée-Bissau :
- Le boulouf, bluf, huluf ou encore eblufayi en Diola (singulier : Abluf ou Ejugutayi), vers le barrage d'Affiniam, par exemple dans les villages Elana, Affiniam, Mangagoulack, Kartiack, Bessire,Tendouck, Boutégol et d'autres.
- le diola-fogny, foñi, gufoñay ou goufognyaye dans la région du Fogni (Bignone et Gambie), par exemple dans les villages de Bignone, Batinñé, Koubalar, Finthiok, Mampalago, Tendimane, Tanghori, Soutou et d'autres.
- Le cassa, kassa ou kaasa (dans le département d'Oussouye), par exemple dans les villages de Mlomp, Kañoute, Oussouye, Sigalène, Oukout, et d'autres.
- L’ajamat, ajamaat, adjamat, adjamaat, ejamat ou éjamaat dans le parc de la Basse-Casamance et en Guinée-Bissau, par exemple dans les villages Youtou, Éffock, Kaguitte (au Sénégal), Suzana, Éjatène, Éramé, Kasolol, Katon, Karuhey, Bujin, Yall et d'autres (en Guinée-Bissau).
- l’essouke kuring ou mof ayi, dans les villages Enampor, Essyl, Kamobeul, Badiatte, Eloubaline, Banjal, Etama et Séléki.
- Le kusilaay ou goussilaye.
- Le gurunay ou 'gouronaye dans les îles de Caron.
- L’essoukoudiack.

## Construction
La langue est basée sur l'utilisation d'un radical déclinable grâce à des suffixes et des préfixes. L'utilisation de la répétition du radical permet de l'utiliser comme un adjectif.
Par exemple en goussilaye :
- Le radical soup signifie chaud, chaleur, et devient :
  - Soussoup = c'est chaud, il fait chaud
  - Soupout = suffixe out pour signifier le contraire, ce n'est pas chaud
  - Essoupor = transpirer
  - Gassoupen = chauffer.

## Patronymes
Beaucoup de Diolas portent les noms de famille suivants :
Adioye, Assine, Biagui, Badiane, Badiate, Badji, Bassène, Bodian, Batendeng, Batiga, Coly, Deme, Diabone, Diamacoune, Diatta, Diadhiou, Diamé, Diandy, Diassy, Diédhiou, Diémé, Djiba, Djibalène, Djiboune, Djicoune, Djihounouck, Ehemba, Goudiaby, Himbane, Lambal, Mané, Manga, Ndiaye, Niassy, Ngandoul, Nyafouna, Sadio, Sagna, Sambou, Sané, Senghor, Sonko, Tamba, Tendeng, etc.

## Exemples
| Mot    | Traduction              | Prononciation standard |
| ------ | ----------------------- | ---------------------- |
| terre  | yintam                  | moff, moffam           |
| ciel   | émite                   | émiteyi                |
| eau    | moumélam                | mou mel                |
| feu    | sambunass               | samboun                |
| homme  | a niné                  | aniné                  |
| femme  | a naré                  | a sèk                  |
| manger | é tign / futign / fouri | fouri                  |
| boire  | ka hob / baran          | baran                  |
| grand  | ka baak                 | yeumeuk                |
| petit  | titi                    | dia titi               |
| nuit   | fou dionarafou          | fou dionarafou         |
| jour   | funak / hounak          | funak                  |

- Safoul !  : bonjour
- Masumé ! : bonjour (réponse à Safoul)
- Kasumay ?  : Comment ça va ? (littéralement: que la paix soit sur toi)
- Kasumay balay ou Kassumay Kéb! : Ça va bien. (littéralement: que la paix soit sur toi aussi)
- Iyo !  : Merci.
- Aw pop kasumay ? : Et toi, ça va ?
- Kate bolul ? : Comment va la famille ?
- KuKu Bo (mais se prononce Coucou Bo)! : Elle est là-bas. (comprendre : Elle va bien)
- Pé ! karessi bu ? : Parfaitement. Comment t'appelles-tu ?
- Karessom Kristof ! : Je m'appelle Christophe.
- Aw pop Karessi bu ? : Et toi, Comment t'appelles-tu ?
- Karessom Franswa ! : On m'appelle François !
- Aw bay ? (ou: Bay nu kinè ?) : D'où es-tu ?
- Monpelié ! : De Montpellier !
- Aw Bébay ? (ou: Aw é djow bay ?) : Où vas-tu ?
- Bé Husuy ! : À Oussouye !
- Yo ! Ujow kasumay ! : Merci, bonne route ! (littéralement : Va en paix !)
- Susum ! : entendu, c'est bon.